# Интериор
Интериорът (на френски: intérieur – вътрешен) е вътрешното пространство на сградите и помещенията в тях.
Интериорът се състои от три основни елемента:
- строителна основа – под, стени и таван;
- предметни елементи – мебелировка, технологично оборудване (за производствените помещения);
- функционални процеси, оформящи пространството и емоционално-психологическата атмосфера в помещението (озвучаване, анимации, фонтани и др.).

## Интериорен дизайн
Интериорният дизайн (вътрешното оформление или вътрешно обзавеждане) е наука за архитектурното и художествено оформление на вътрешното пространство на сградите и помещенията в тях, което осигурява на човека най-благоприятна среда за работа и почивка.
Интериорният дизайн е синтез от практически и художествени идеи, и решения, които целят да подобрят условията за обитаване на човека в сградите в цялостно завършена естетическа форма.
Интериорният дизайн е сравнително нова професия и заради това разбиранията и съответно определенията за нея се различават в зависимост от развитието ѝ в дадена страна. Дефиницията, приета от Генералната Асамблея на IFI, според която: „Интериорен архитект/дизайнер е човек, квалифициран чрез образование, опит и признати умения, който:
- идентифицира, проучва и творчески решава проблемите, свързани с функцията и качеството на интериорната среда;
- извършва услуги, отнасящи се до интериорните пространства и включващи програмиране, проектен анализ, пространствено планиране, естетика и контрол върху работата на обекта, използвайки специализираните си познания по конструкция на интериора, строителни системи и компоненти, строителни разпоредби, оборудване, материали и обзавеждане;
- подготвя чертежи и документи, отнасящи се до проекта на интериорното пространство, за да подобри качеството на живот и защити здравето, безопасността и благополучието на обществото.“